# Stumpf (Lohmar)
Stumpf ist ein Weiler, der zur Stadt Lohmar im Rhein-Sieg-Kreis in Nordrhein-Westfalen gehört.

## Geographie
Stumpf liegt im Nordwesten von Lohmar. Umliegende Weiler sind Honrath im Norden und Nordwesten, Birken im Osten, Gut Rosauel im Südosten und Weilerhohn im Süden, Schiefelbusch im Südwesten, Wickuhl und Meinenbroich im Nordwesten.
Nordwestlich von Stumpf entspringt der Gammersbach, ein orographisch linker Nebenfluss der Sülz. Nordöstlich von Stumpf entspringt ein namenloser rechter Nebenfluss der Agger. Südöstlich von Stumpf entspringt der Steffensbach, ein rechter Nebenfluss der Agger.

## Geschichte
Im Jahre 1885 hatte Stumpf, damals Stumph geschrieben, 18 Einwohner, die in sieben Häusern lebten.
Bis 1969 gehörte Stumpf zu der bis dahin eigenständigen Gemeinde Wahlscheid.

## Verkehr
- Stumpf liegt an der K 49 und der L 84.
- Nächstgelegener Bahnhof ist der Bahnhof in Lohmar-Honrath bei Jexmühle.
- Zwei Buslinien verbinden den Ort mit Lohmar, Wahlscheid und Siegburg
- Das Anruf-Sammeltaxi (AST) ergänzt den ÖPNV. Stumpf gehört zum Tarifgebiet des Verkehrsverbund Rhein-Sieg (VRS).[3]